# Sabanagrande
Sabanagrande – gmina (municipio) w południowym Hondurasie, w departamencie Francisco Morazán. W 2010 roku zamieszkana była przez około 17 tys. mieszkańców. Siedzibą administracyjną jest miejscowość Sabanagrande.

## Położenie
Gmina położona jest w południowej części departamentu. Graniczy z gminami:
- Santa Ana i Ojojona od północy,
- San Isidro i Nueva Armenia od południa,
- San Buenaventura i Nueva Armenia od wschodu,
- La Venta, Reitoca i Ojojona od zachodu.

## Miejscowości
Według Narodowego Instytutu Statystycznego Hondurasu na terenie gminy położone były następujące miejscowości:

- Sabanagrande
- Apasinigua
- Dulce Nombre
- El Calvario No.1
- El Calvario No.2
- El Carrizal
- El Divisadero
- El Vino
- La Ceiba
- La Trinidad
- Los Nanzales
- Sacahuato
- San Antonio
- San Nicolás (El Zapote)